# Ivan Jidkov
Ivan Jidkov (en russe : Иван Алексеевич Жидков, Ivan Alekseïevitch Jidkov) est un acteur de théâtre et de cinéma russe, né le 28 août 1983 à Sverdlovsk (aujourd'hui Iekaterinbourg), dans l'oblast de Sverdlovsk, en Russie.

## Biographie
Ivan Jidkov naît le 28 août 1983, à Sverdlovsk. En 2004, il termine l'enseignement de l'École-studio du Théâtre d'Art Académique de Moscou, où il suit les cours d'Evgueni Borissovitch Kamenkovitch.
De 2004 à 2007, il est acteur au Théâtre studio moscovite (ru) de l'acteur et metteur en scène Oleg Tabakov, et au Théâtre d'art de Moscou (MKhAT).
Au Théâtre studio moscovite, il débute en interprétant le rôle de Piotr dans la pièce de Maxime Gorki, Les Derniers. Au Théâtre d'art de Moscou, il joue Dmitri dans la pièce Iou (la lettre "Ю"), de la dramaturge Olga Moukhina.
Ivan Jidkov a pour épouse l'actrice Tatiana Albertovna Arntgolts. Ils ont une fille, née le 15 septembre 2009, Maria.

## Rôles au théâtre

### Théâtre-studio d'Oleg Tabakov
- Les derniers, de Maxime Gorki : Piotr
- Super, c'est dimanche, adaptation du roman de Lev Nikolaïevitch Tolstoï, Dimanche : le missionnaire Kiziveter
- Biloxi Blues, de Neil Simon : le soldat James J. Hennessey
- La barrique à ras bord (en russe : Затоваренная бочкотара) de Vassili Pavlovitch Axionov : Sirakouzers

### Théâtre d'art de Moscou
- La Garde blanche de Mikhaïl Afanassievitch Boulgakov : Nikolka Tourbine
- Iou, de Olga Moukhina : Dmitri

### Entreprises privées
- Ne réveillez pas le chien qui dort, adaptation de la pièce de John Boynton Priestley, Virage dangereux : Gordon Whitehouse
- Cinq soirées d'Alexandre Volodine : Slava
- Territoire de l'amour, adaptation d'une pièce de Michael Christopher, La dame attend, la clarinette joue : Paul

## Filmographie
- 2007 : Kilomètre zéro (Нулевой километр) de Pavel Sanaïev (ru) : Oleg
- 2009 : L'Éclair noir, de Dimitri Kiseliov et Alexander Voïtinsky
- 2010 : Le Monde des ténèbres (Dark Fantasy) d'Anton Megerdichev